# Südkoreanische Badmintonmeisterschaft 2005
Die Südkoreanische Badmintonmeisterschaft 2005 fand vom 29. November bis zum 2. Dezember 2005 in Suwon statt. Es war die 48. Auflage der Titelkämpfe.

## Austragungsort
- Manseok Indoor Gymnasium

## Medaillengewinner
| Disziplin    | Gold                       | Silber                         | Bronze                     |
| ------------ | -------------------------- | ------------------------------ | -------------------------- |
| Herreneinzel | Lee Hyun-il                | Park Sung-hwan                 | Shon Seung-mo              |
| Herreneinzel | Lee Hyun-il                | Park Sung-hwan                 | Jang Young-soo             |
| Dameneinzel  | Hwang Hye-youn             | Seo Yoon-hee                   | Lee Yun-hwa                |
| Dameneinzel  | Hwang Hye-youn             | Seo Yoon-hee                   | Lee Jong-boon              |
| Herrendoppel | Lee Yong-dae Han Sang-hoon | Yoo Yeon-seong Kang Myeong-won | Lee Jae-jin Jung Jae-sung  |
| Herrendoppel | Lee Yong-dae Han Sang-hoon | Yoo Yeon-seong Kang Myeong-won | Hwang Ji-man Jung Tae-keuk |
| Damendoppel  | Lee Kyung-won Lee Hyo-jung | Chung Jae-hee Jung Youn-kyung  | Lee Soon-deuk Park So-youn |
| Damendoppel  | Lee Kyung-won Lee Hyo-jung | Chung Jae-hee Jung Youn-kyung  | Ha Jung-eun Oh Seul-ki     |
| Mixed        | Lee Jae-jin Lee Hyo-jung   | Lee Yong-dae Ha Jung-eun       | Lee Dong-soo Chung Jae-hee |
| Mixed        | Lee Jae-jin Lee Hyo-jung   | Lee Yong-dae Ha Jung-eun       | Kim Dae-sung Jeon Mal-sook |